# Лабрис

Ла́брис, ла́бріс (грец. λάβρυς, lábrys; лат. bipennis) — давньогрецька подвійна сокира із двосічним лезом. Сучасний неофіційний символ острова Крит.

## Етимологія

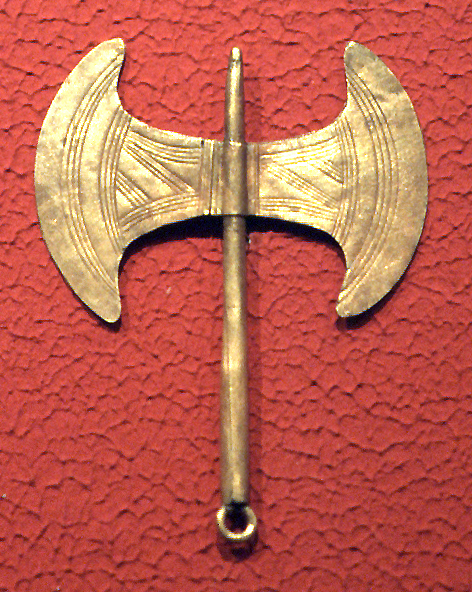
Мінойський лабрис

Плутарх повідомляє, що слово лабрис було за походженням лідійським, для позначення слова «сокира»: Λυδοὶ γὰρ 'λάβρυν' τὸν πέλεκυν ὀνομάζουσι. Це слово, ймовірно, з'являється у Лінійному письмі Б, і воно може бути мінойським. Багато вчених, включаючи Еванса, стверджують, що слово «лабіринт» походить від лабрис, і таким чином дослівний переказ, означатиме «будинок подвійної сокири». Організація релігійних діячів в Дельфах отримала назву «Лабіади». Оригінальна назва, ймовірно, була «Лабріади», слуги подвійної сокири. У римські часи в Патрах та Мессінах поклонялися богині Діані, яку зазвичай порівнювали з Артемідою. Її ім'я, як кажуть, походить з регіону поблизу Дельф.
Однак на Криті «подвійна сокира» не є зброєю і завжди супроводжує жінок. Бекес розглядає відношення лабіринту з лабріусом як спекулятивне, й пропонує співвідношення з лаурою (λαύρα), «вузькою вулицею» або з карійським теонімом Дабраундос (Δαβραυνδος). Можливо також, що слово «лабіринт» походить від єгипетського лоперохунта, що означає «палац або храм біля озера». Єгипетський лабіринт біля озера Морріс описаний Геродотом та Страбоном. У Лінійному письмі Б, напис на табличці ΚΝ Gg 702 виглядає наступним чином da-pu2-ri-to-jo-po-ti-ni-ja. Приблизне прочитання — λαβυρίνθοιο πότνια («господиня лабіринту»). На думку деяких сучасних вчених, він міг би читатися, як * δαφυρίνθοιο, чи щось подібне, а значить, бути без певного зв'язку ані з λάβρυς, ані з лабіринтом.

## Мінойська цивілізація
Лабрис був поширений у ранньомінойський період. Під час розкопок Критських палаців були виявлені гігантські лабриси, вищі від людського зросту. Сувора симетричність лабриса робить його мало придатним у бою і видає його сакральне призначення. На відміну від Близького Сходу, носили мінойські лабриси не боги та жерці, а виключно богині та їх жриці. Крім того, поверхнева подібність слів «лабрис» та «лабіринт» породила стійку асоціацію двосторонньої сокири із Кносським лабіринтом та Мінотавром зокрема.
Американський археолог Марія Ґімбутас бачила в грецьких лабрисах відгомін доіндоєвропейського матріархального культу Великої Богині. З точки зору Ґімбутас та її послідовників, критський лабрис, повторюючи форму метелика, символізує материнський початок. Цим пояснюється популярність лабриса у вікканських церемоніях.

## Класична Греція

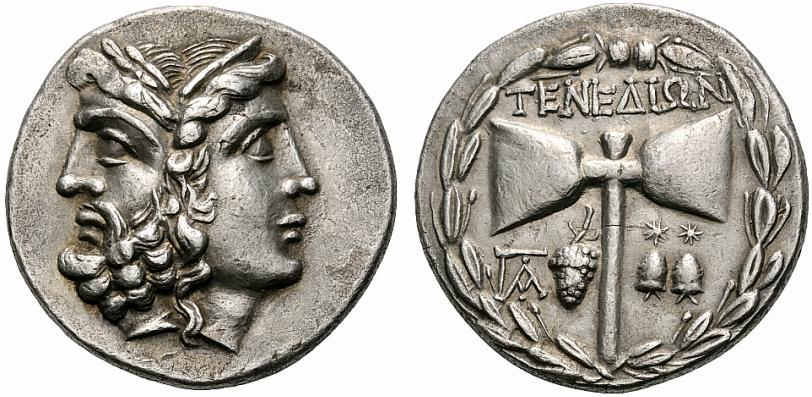
Тенедоська сокира на реверсі та дволика голова Зевса і Гери на аверсі тетрадрахми з острова Тенедос, 100-70 рр. до н.е.

На давньогрецьких вазах двосічна сокира (грец. πέλεκυς) зображувалась як приналежність Зевса-Громовержця. У деяких випадках зображення Зевсової сокири супроводжуються зигзагоподібними лініями, що інтерпретується як схематичне зображення блискавок. На цій підставі дуже ймовірно, що для греків класичного періоду цей предмет символізував блискавку, володарем якої й був Зевс.
Слово «лабрис» вперше згадується у Плутарха. В «Грецьких питаннях» цей історик повідомляє, що Геракл, вбивши амазонку Іпполіту, передав її озброєння лідійській цариці Омфалі, нащадки якої зберігали його аж до кімерійської навали. Після загибелі царя Гігеса скарбницю лідійських царів було розграбовано карійцями, які спорудили статую Зевса Лабрандського і помістили в його руку сокиру Іпполіти. Епітет «Лабрандський» Плутарх пояснював тим, що «лабріс» на лідійському діалекті означає «сокира». На думку сучасних дослідників, культ Зевса у Карії був давнішим, ніж це уявлялося Плутарху, а епітет «лабрандський» має зовсім інші корені.
Стефан Візантійський у своїй праці «Етніка» (VI століття), посилаючись на Аристотеля, згадує вираз про «тенедоську сокиру» у значенні «неупереджене та надмірно суворе правосуддя»: «Цар у Тенедосі встановив закон, за яким той, хто впіймає перелюбників, повинен вбити їх обох сокирою. Оскільки його власний син був упійманий як перелюбник, він наказав дотримуватися закону навіть щодо власного сина. Після вбивства це стало прислів'ям про жорстокі і неупереджені дії. Через це на монеті Тенедосу на одній стороні викарбовано сокиру, а на іншій — дві голови як нагадування про долю царського сина».

## Скіфія
Якщо грецькі й критські сокири мали переважно сакральне значення, двосічна сокира скіфів (сагарис) була по-справжньому грізною бойовою зброєю. Про її використання скіфами пише Геродот, а два століття по тому Аристарх Самофракійський приписує його використання також амазонкам.

## Новий час
Хоча стародавні автори не могли дійти згоди, було у цієї зброї одне лезо чи два, згодом сталося ототожнення бойової сокири скіфів та амазонок із сакральною сокирою греків. Першим свідченням цієї плутанини, найпевніше, є наведена вище згадка Плутарха про походження карійського лабриса від амазонки Іпполіти.
З іншого боку, грецький політик Іоанніс Метаксас був переконаний в тому, що лабрис був одним з початкових бойових атрибутів грецького воїна, внаслідок чого лабрису відводилася значна роль у символіці та атрибутиці грецьких фашистів, які перебували при владі з 1936 по 1941 рік.

Лесбійський прапор з лабрисом

## Лесбійський фемінізм
У 1970-х роках лабрис став використовуватися в лесбійському фемінізмі як символ жіночої сили й самодостатності. Лесбійський прапор, створений у 1999 році, включає лабрис, накладений на перевернутий чорний трикутник на фіолетовому фоні.